# ریچارد د تمپلو
ریچارد تثلیی (انگلیسی: richard of holy trinity) که با نام ریچارد د تمپلو (Richard de Templo) نیز شناخته می‌شود، از اهالی لندن و مؤلف یکی از منابع مهم در رابطه با نبردهای ریچارد یکم، پادشاه انگلستان، به زبان لاتین به نام ایتینراریوم پریگرینروم ات گشتا رگیس رییاردی (سفر شاه ریچارد) است. این اثر با آن که به سرگذشت سومین جنگ صلیبی ارتباط دارد اما اطلاعاتی از حوادث پیش وقوع این حادثه در خود جای داده‌است.